# Ворне-ан-Зе
Ворне-ан-Зе (нід. Voorne aan Zee) — муніципалітет у Нідерландах, у провінції Південна Голландія.
Утворений 1 січня 2023 року шляхом об'єднання колишніх муніципалітетів Брілле, Вестворне і Геллевутслейс.

## Населені пункти
До складу муніципалітету входять:
Міста
- Брілле
- Геллевутслейс

Села
- Ауденгорн
- Вірполдерс
- Звартевал
- Ню-Гелвут
- Нювенгорн
- Остворне
- Роканьє

Селища
- Гелгук
- Тінте

## Визначні мешканці
- Якоб ван Марлант (1230–40 – 1288–1300) — фламандський поет
- Мартін Тромп (1598 – 1653) — нідерландський генерал і адмірал
- Вітте де Вітт  (1599  – 1658) — нідерландський морський офіцер
- Ян Гресгофф (1888 – 1971) — нідерландський журналіст, поет та літературний критик

## Галерея

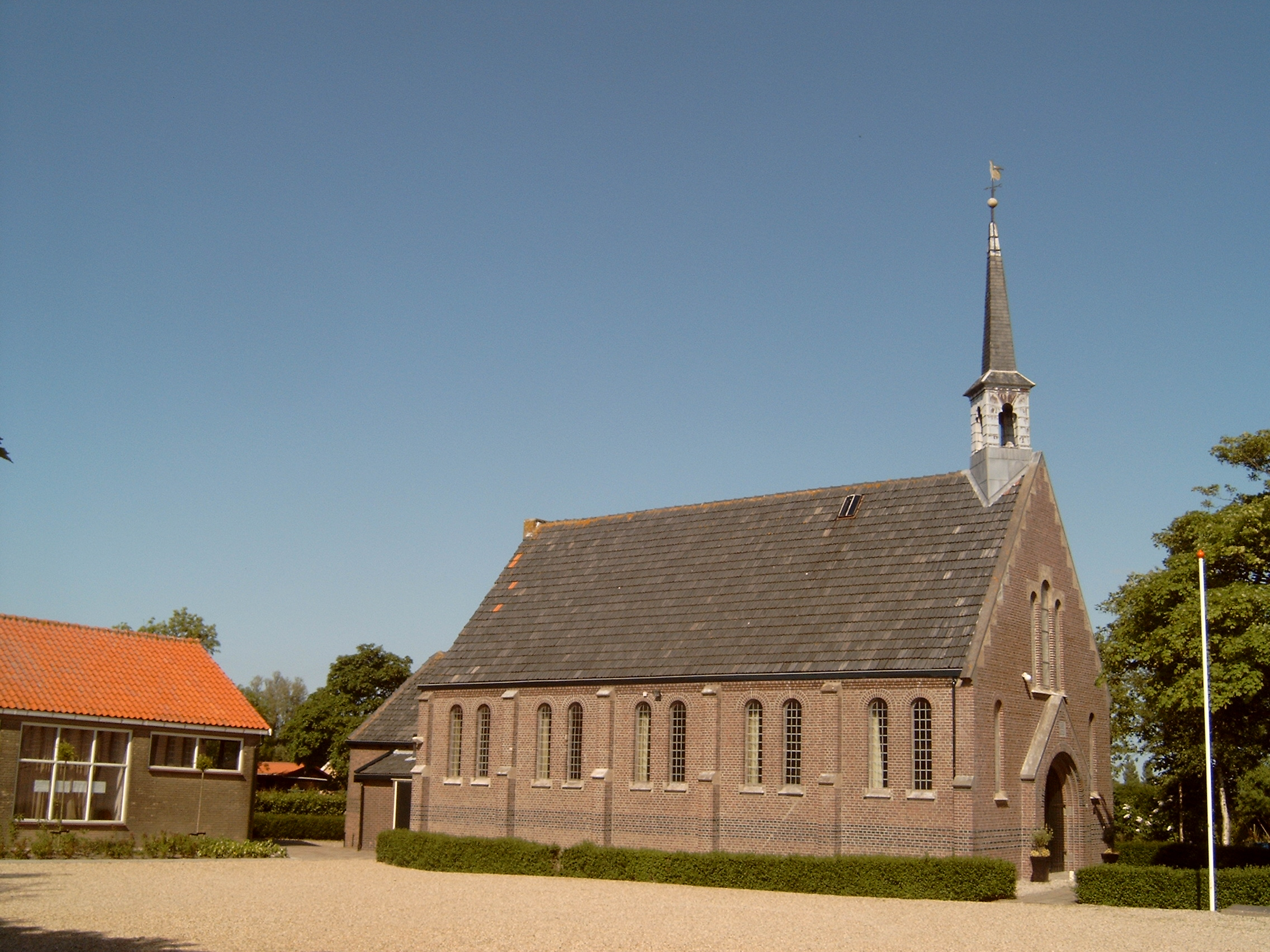
Каплиця у Тінте
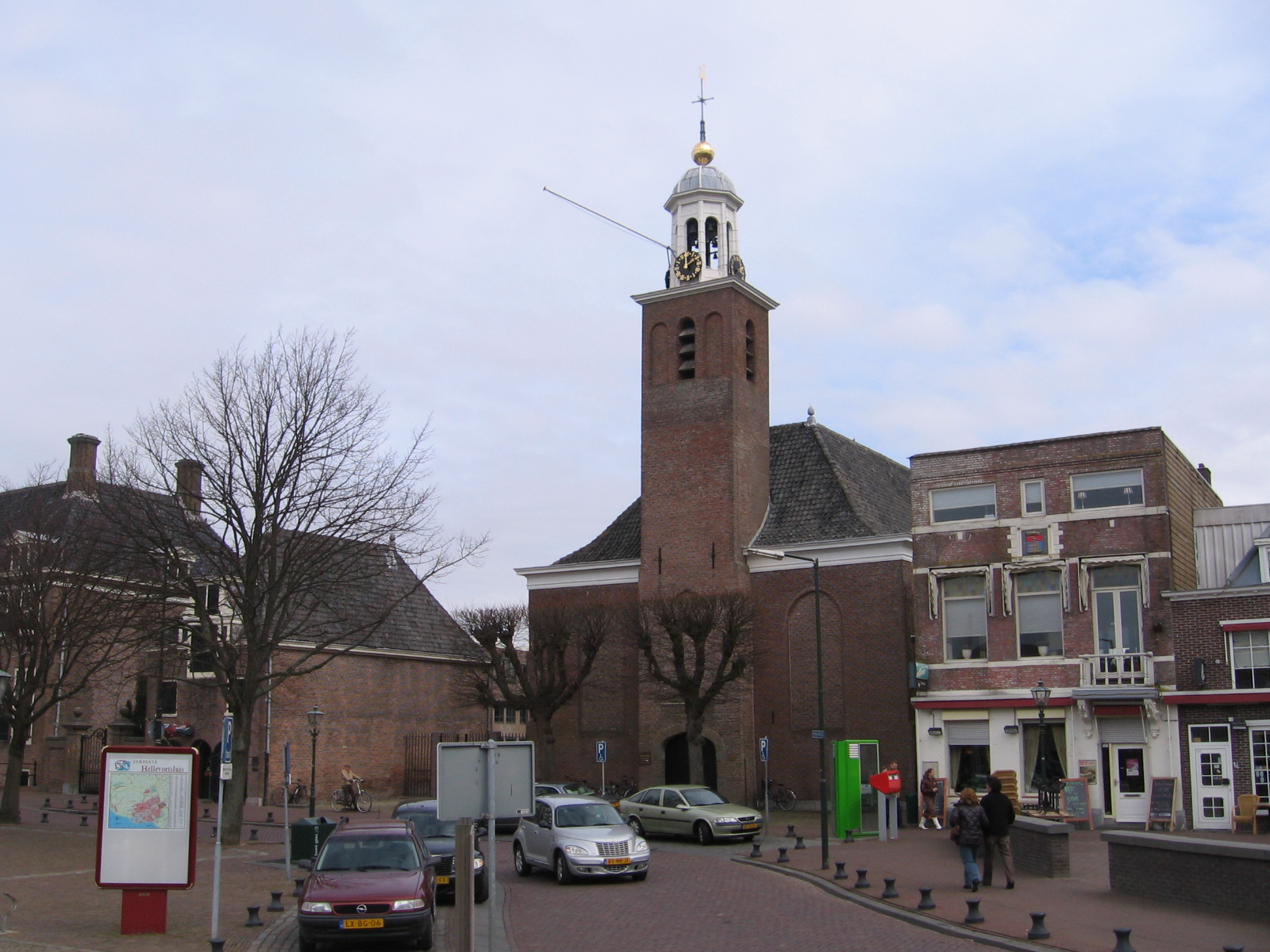
Церква у Геллевутслейсі
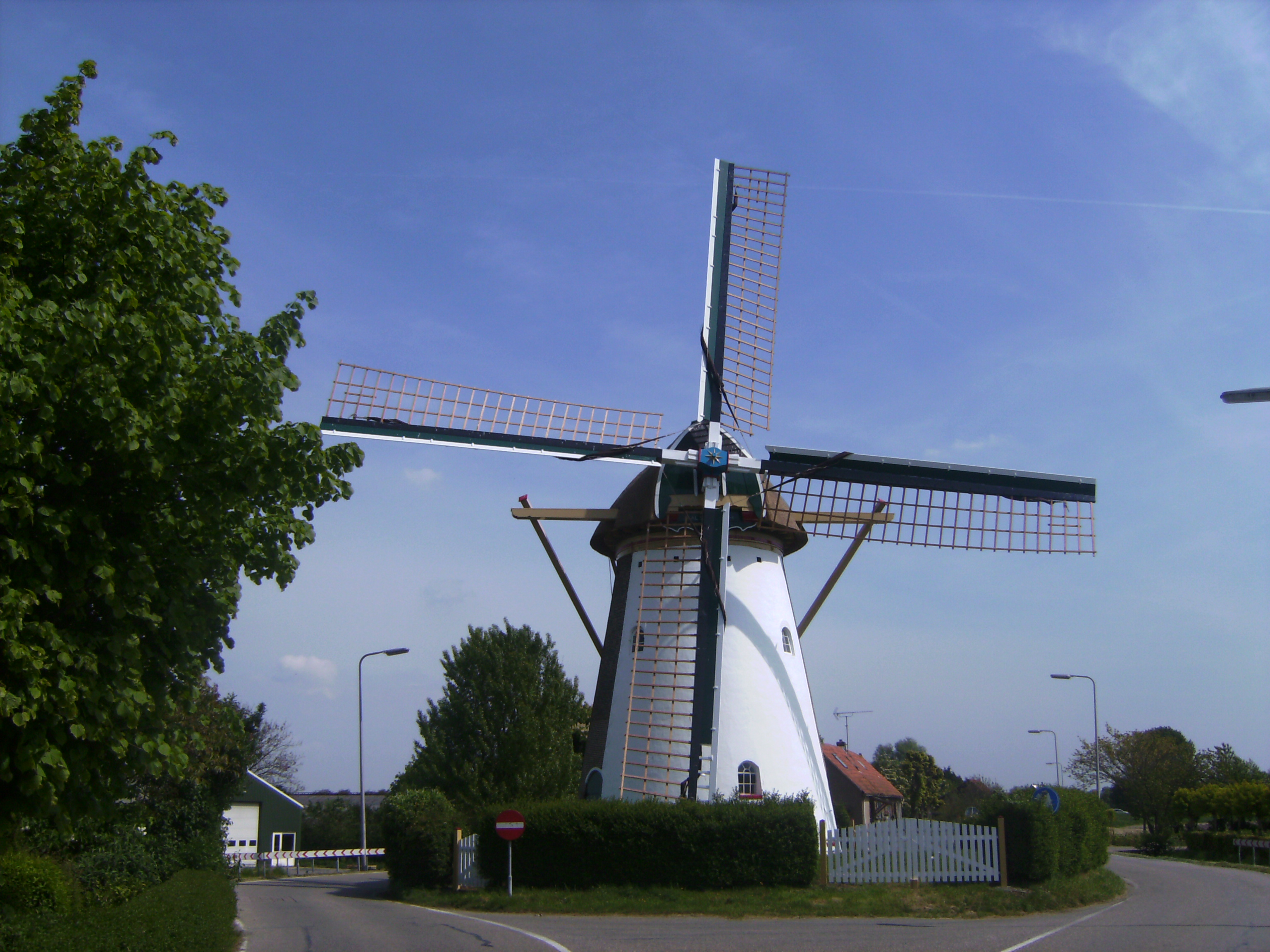
Вітряк у Роканьє
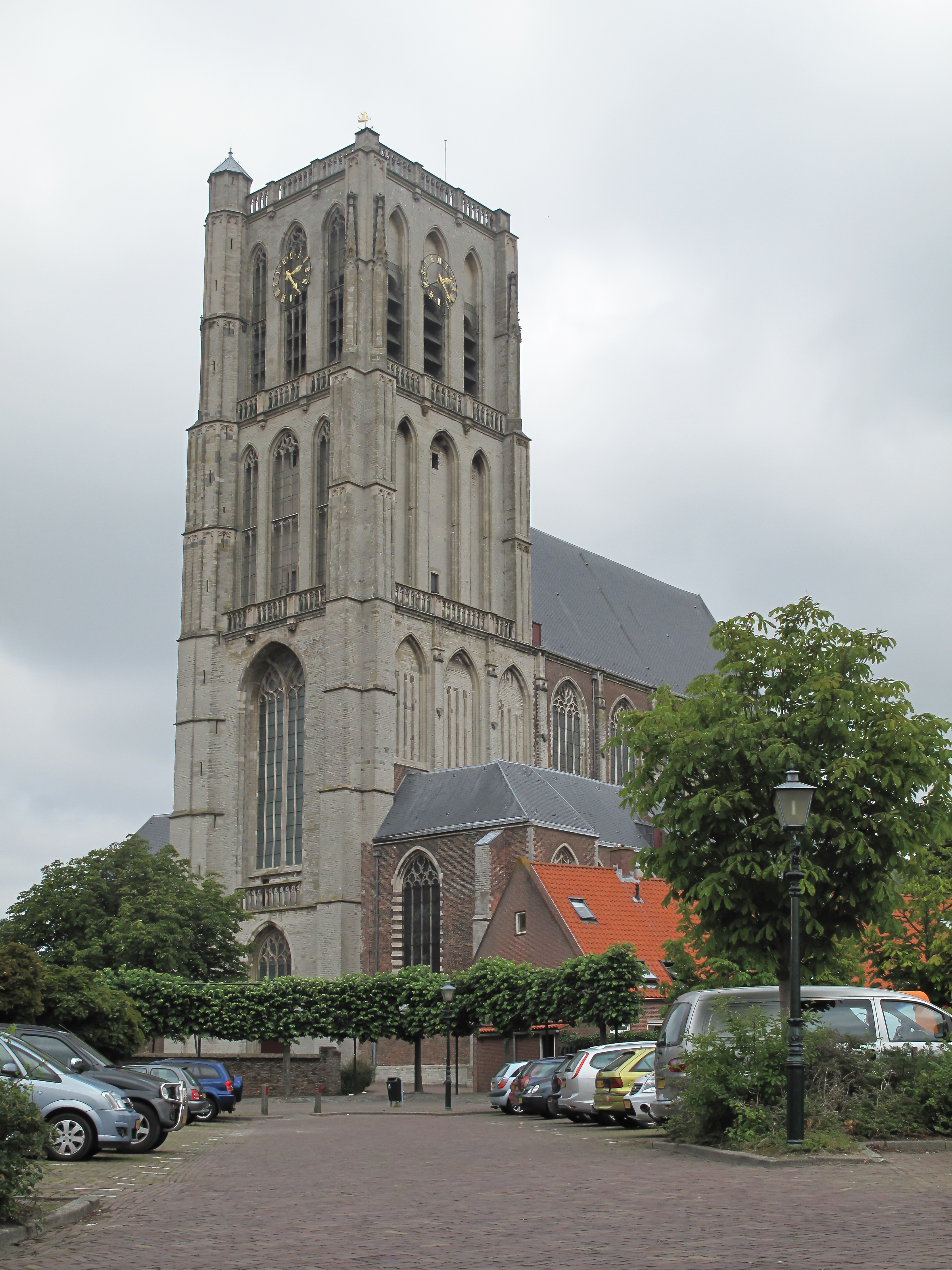
Церква у Брілле
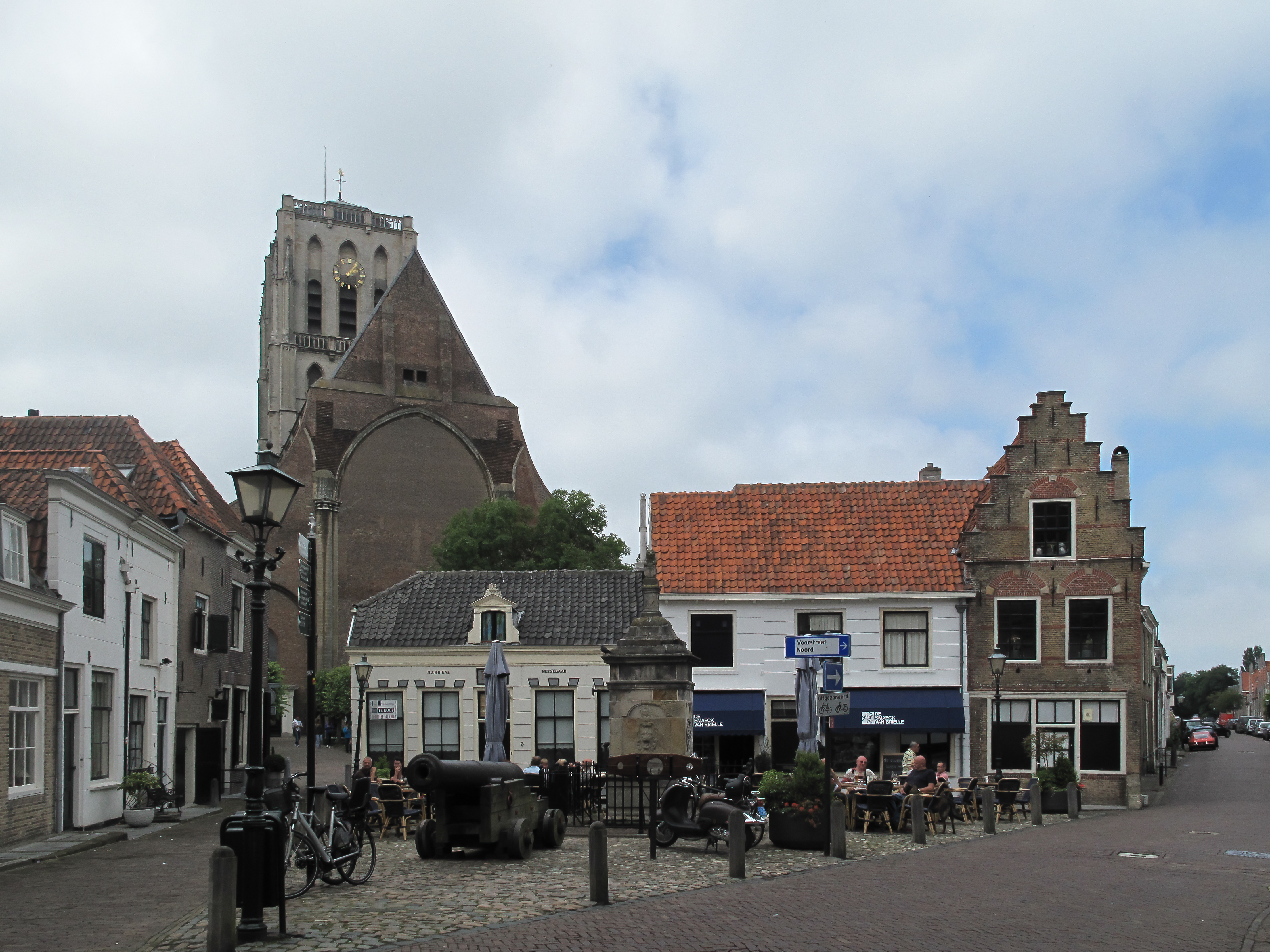
Історична забудова у Брілле
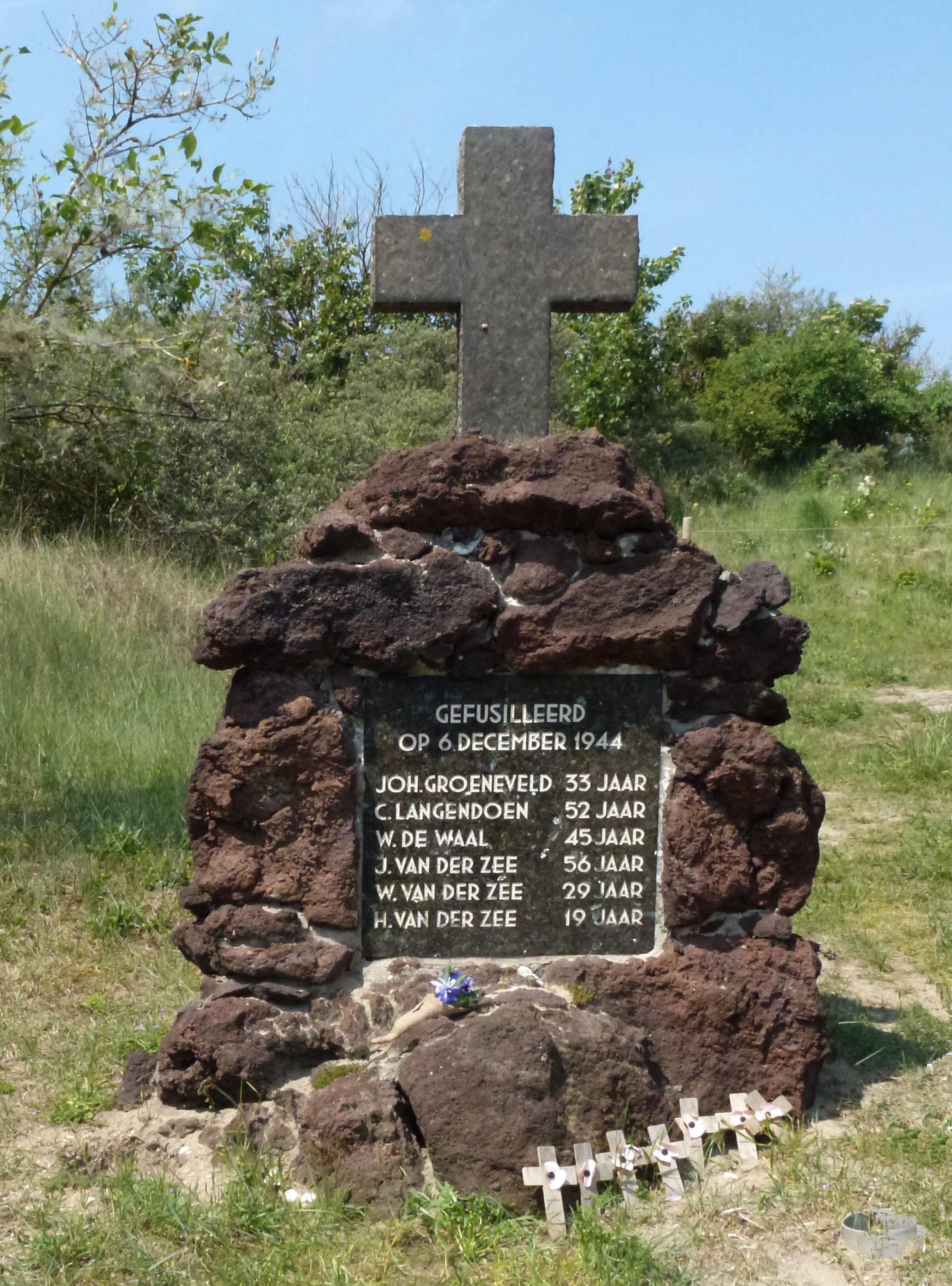
Монумент на честь страчених борців Руху опору